# Ardentes
Ardentes [aʁdɑ̃t] ist eine französische Gemeinde mit 3747 Einwohnern (Stand: 1. Januar 2022) im Département Indre in der Region Centre-Val de Loire. Sie gehört zum Arrondissement Châteauroux und zum Kanton Ardentes. Die Bewohner nennen sich Ardentais.

## Geographie
Ardentes liegt am Fluss Indre. Umgeben wird Ardentes von den Nachbargemeinden Étrechet im Norden und Nordwesten, Mâron im Norden und Nordosten, Sassierges-Saint-Germain im Osten, Mers-sur-Indre im Süden und Südosten, Jeu-les-Bois im Süden und Südwesten sowie Le Poinçonnet im Westen.
Durch die Gemeinde führt der Jakobsweg auf der Via Lemovicensis und die frühere Route nationale 143 (heutige D943).

## Bevölkerungsentwicklung
| 1962 | 1968 | 1975 | 1982 | 1990 | 1999 | 2006 | 2018 |
| ---- | ---- | ---- | ---- | ---- | ---- | ---- | ---- |
| 2852 | 2720 | 2780 | 3269 | 3511 | 3323 | 3582 | 3829 |

## Sehenswürdigkeiten

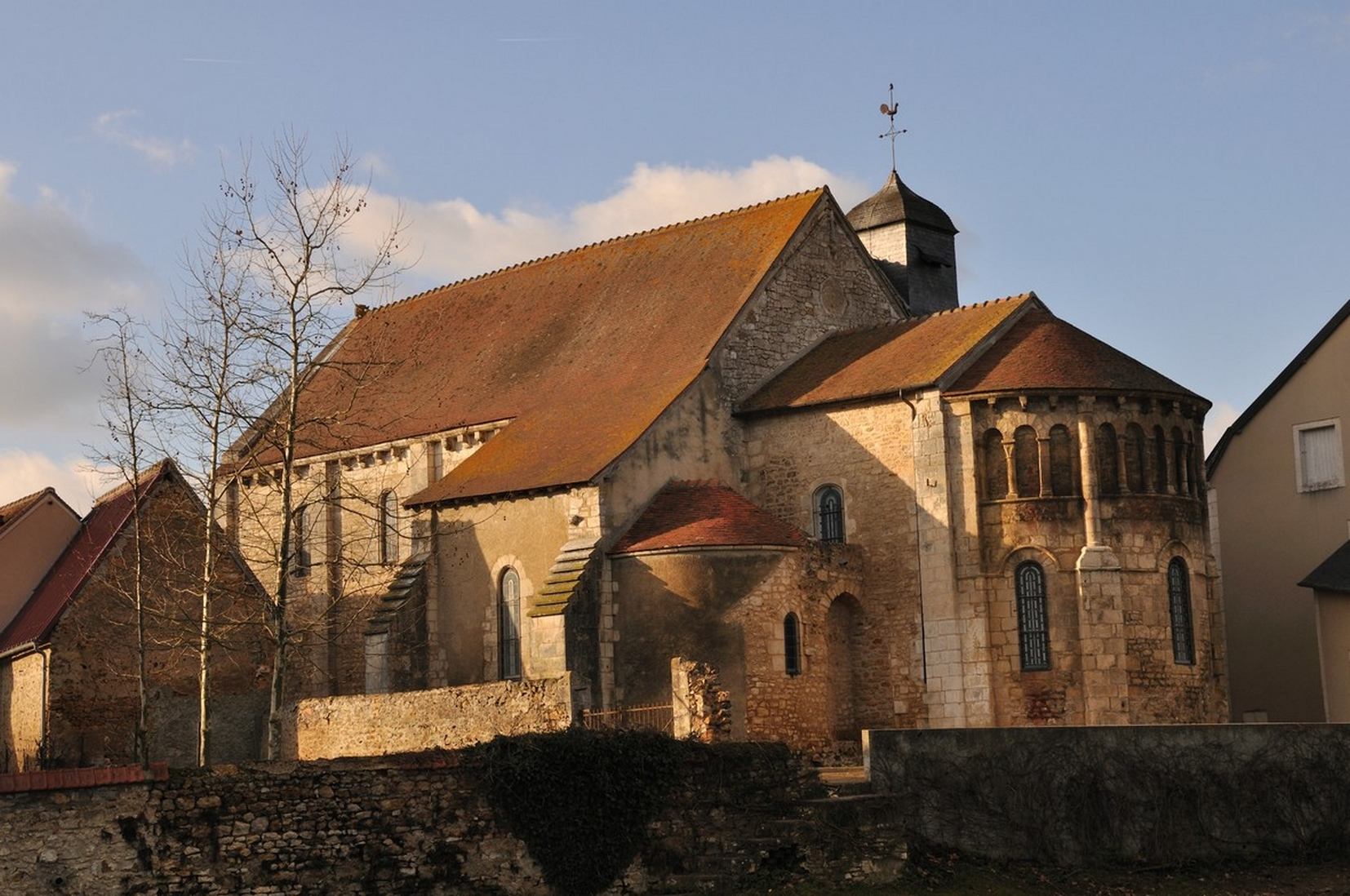
Kirche Saint-Martin

- Kirche Saint-Martin, im 11./12. Jahrhundert auf dem Fundament eines römischen Tempels errichtet, 1992/94 restauriert, seit 1862 Monument historique
- Kirche Saint-Vincent aus dem 12. Jahrhundert, im 15. Jahrhundert umgebaut, Glockenturm aus dem 19. Jahrhundert
- Schloss Clavières

## Persönlichkeiten
- Antoine Laurent Apollinaire Fée (1789–1874), Botaniker